# Omega Canis Majoris
Omega Canis Majoris (ω CMa / 28 Canis Majoris / HD 56139) es una estrella en la constelación del Can Mayor de magnitud aparente +4,02.
Se encuentra a 910 años luz del sistema solar.
Omega Canis Majoris es una estrella blanco-azulada de tipo espectral B2IV-Ve con características intermedias entre una subgigante y una estrella de la secuencia principal.
Tiene una temperatura de aproximadamente 21.750 K y es 11.800 veces más luminosa que el Sol.
Su radio es 7,7 veces más grande que el radio solar y rota con una velocidad de al menos 112 km/s, implicando un período de rotación inferior a 3,4 días.
Es una estrella Be similar, por ejemplo, a Gomeisa (β Canis Minoris) o a κ Canis Majoris; estas estrellas emiten radiación desde un disco circunestelar de origen incierto, pero relacionado en cualquier caso con la rápida rotación estelar.
Asimismo, como sucede con muchas estrellas de esta clase, está catalogada como variable Gamma Cassiopeiae, cuyo prototipo es la propia γ Cassiopeiae. Las variaciones de brillo son erráticas y en el caso de Omega Canis Majoris, son visibles a simple vista.
Omega Canis Majoris tiene una edad ligeramente inferior a 20 millones de años.
Su masa, 10,5 veces mayor que la masa solar, es suficientemente elevada para que concluya su vida explotando como una supernova.